# Cornelis Vroom
Cornelis Vroom o Cornelisz Hendriksz Vroom (Haarlem o posiblemente Gdańsk?, 1590 - Haarlem, 16 de setembre de 1661) va ser un pintor i dibuixant neerlandès, especialitzat en marines i paisatges.

## Biografia
Fill d'Hendrick Cornelisz Vroom, introductor de la pintura de marines als Països Baixos, va ser germà gran del també pintor de marines Frederik Vroom i pare de Jacob Cornelisz. Vroom. Va iniciar-se sota la direcció del seu pare en la pintura de marines i treballar en el taller patern durant alguns anys. És molt probable també que algunes obres del jove Vroom es venguessin a nom del pare, però de 1620 en endavant es va dedicar principalment als paisatges en la línia d'Esaias van de Velde i d'altres pintors paisatgistes de Haarlem, remetent cap als paisatges arcàdics d'Adam Elsheimer.
El 1630 es va traslladar a Beverwijk amb una germana a causa, pel que sembla, d'uns certs conflictes familiars. De tornada a Haarlem, el 1634 va ingressar com a mestre en el gremi de Sant Lluc, però només un any més tard se li va reclamar el compliment de les seves obligacions i el 1642 va desaparèixer dels registres del gremi, el que no li va impedir continuar treballant en el seu ofici. El 1638 pintava a Huis Honselaarsdijk, el palau construït per a l'estatúder Frederic Enric d'Orange-Nassau.

## Galeria

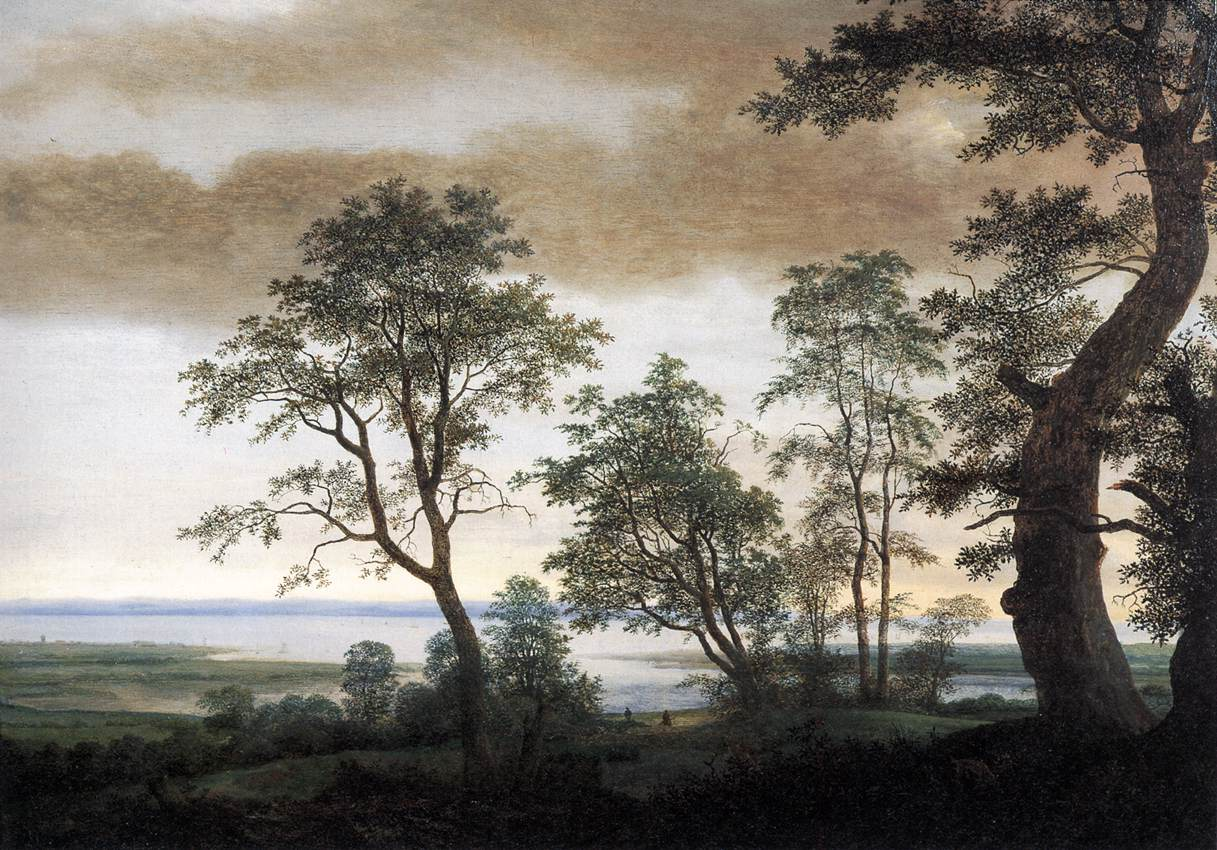
Estuari amb arbres (1638-1639).
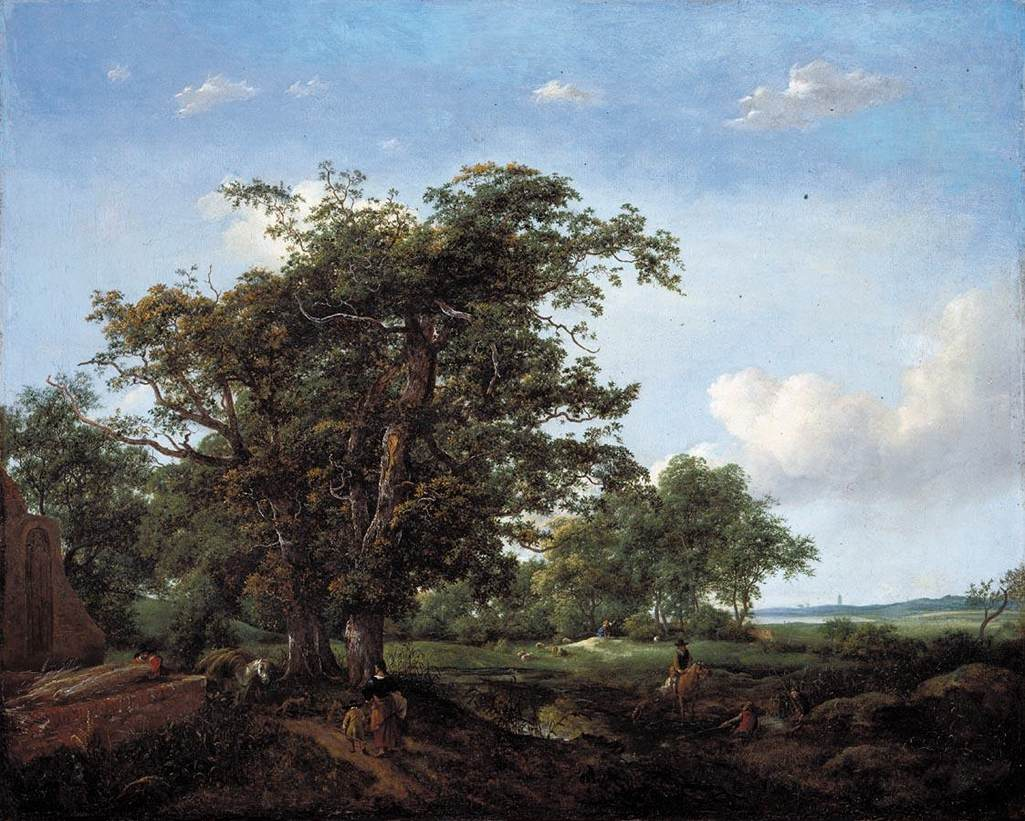
Paisatge (c. 1650)
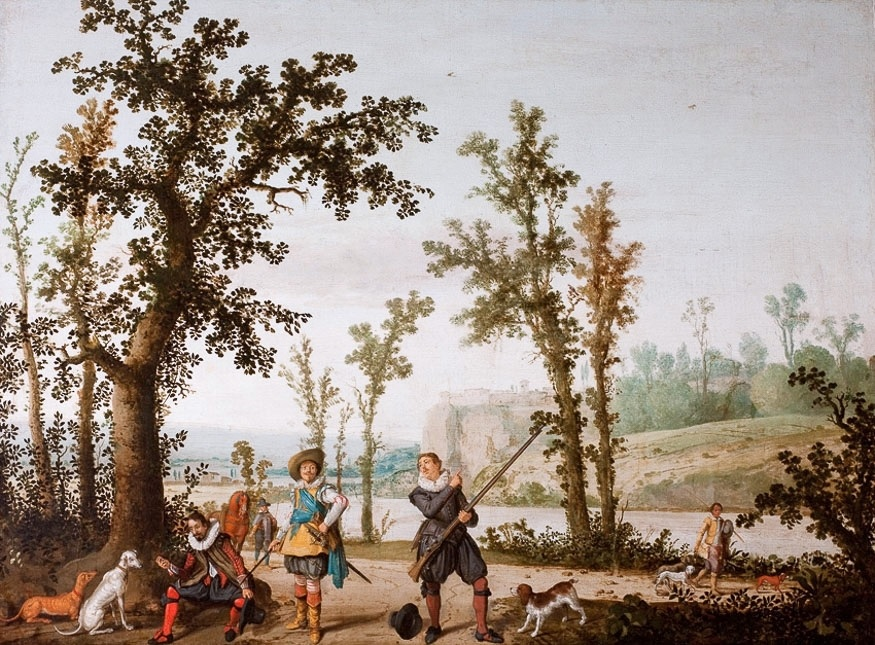
Paisatge amb caçadors. (1628-1630).
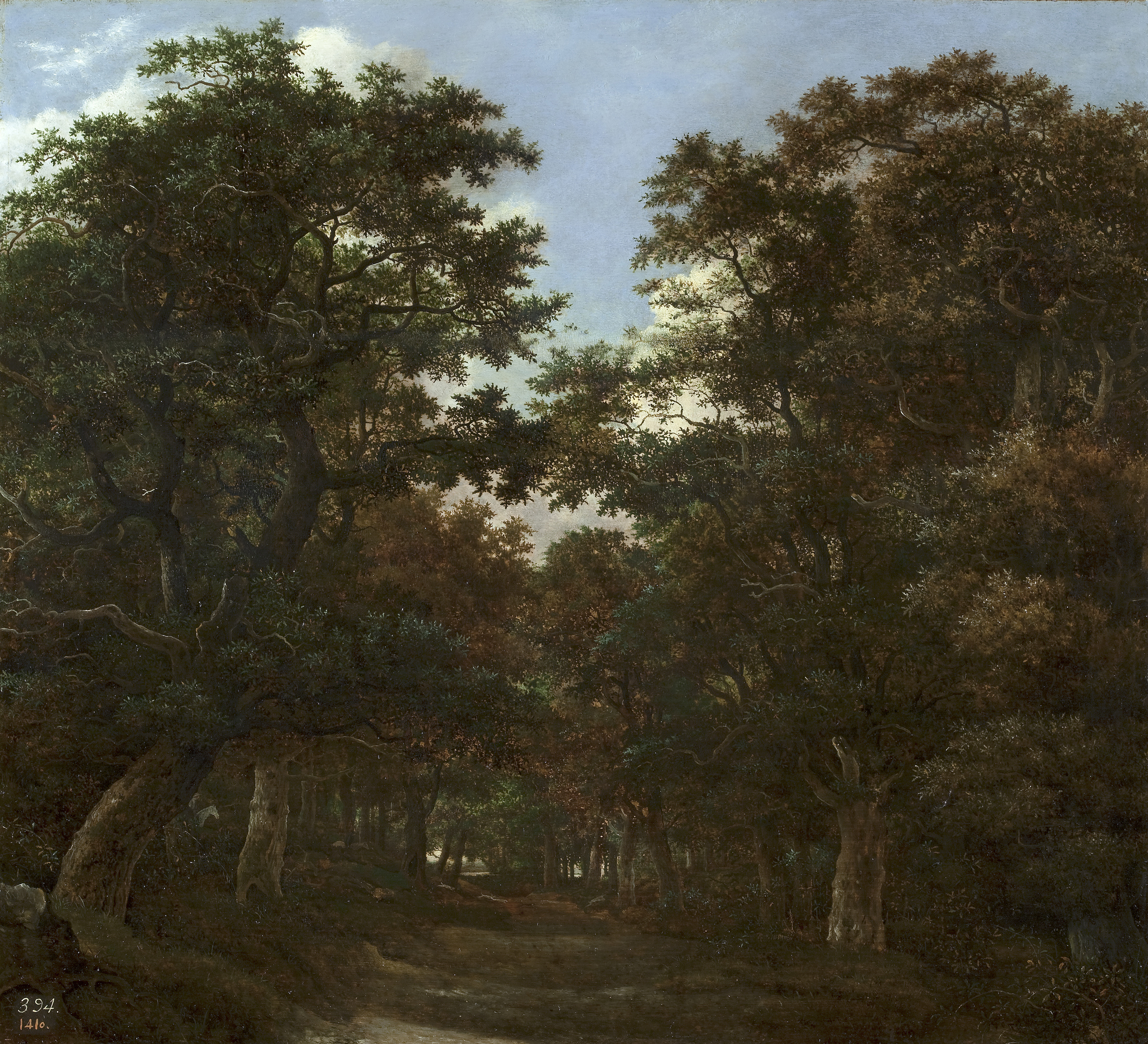
Bosc amb genets i gossos (1625-1630).